# درنجار
الدُرُنجار (باليونانية: δρουγγάριος)(باللاتينية: drungarius) وأحيانًا يُعرَّب بـ"درونغاري" أو "درونغاريوس"، كان رتبة عسكرية معتمدة في أواخر الإمبراطورية البيزنطية.
كان الدُرُنجار من الرتب المهمة في تنظيم الجيش والإدارة العسكرية في العصور الوسطى البيزنطية.

## المعنى والدور
الدُرُنجار هو قائد وحدة عسكرية تُدعى دروغوس (droungos)، وهي تشكيل عسكري تكتيكي متوسط الحجم ضمن الجيش البيزنطي.
كان الدُرُنجار جزءًا من تنظيم الجيش إلى مستويات متتالية: ثيمة (مقاطعة عسكرية) ← تورما ← دروغوس ← بندون (كتيبة).
مع تطور المؤسسة العسكرية البيزنطية، تطورت الرتبة لتُستخدم أيضًا في البحرية، مثل دُرُنجار الأسطول (باليونانية: δρουγγάριος τοῦ πλωίμου)، أي قائد الأسطول البحري.

## أمثلة على استخدام الرتبة
دُرُنجار الفتح البحري (Drungarios tou ploimou)، وهو من كبار قادة الأسطول البيزنطي في القرنين التاسع والعاشر.
استخدمت الرتبة في بعض الأحيان بشكل شرفي أو ضمن البلاط الإمبراطوري أيضًا.